# Estação Tchernichevskaia (metro de São Petersburgo)
Tchernichevskaia (em russo:  Чернышевская) é uma das estações da linha Kirovsko-Vyborgskaia (Linha 1) do metro de São Petersburgo, na Rússia. Estação «Tchernichevskaia» está localizada entre as estações «Ploshchad Lenina» (ao norte) e «Ploshchad Vosstania» (ao sul).